# Шелби (окръг, Айова)
Окръг Шелби (на английски: Shelby County) е окръг в щата Айова, Съединени американски щати. Площта му е 1531 km², а населението - 13 173 души (2000). Административен център е град Харлан.